# Helcogramma trigloides
Helcogramma trigloides е вид бодлоперка от семейство Tripterygiidae. Видът не е застрашен от изчезване.

## Разпространение и местообитание
Разпространен е във Вануату, Виетнам, Индонезия, Малайзия, Папуа Нова Гвинея, Провинции в КНР, Сингапур, Соломонови острови, Острови Спратли, Тайван, Тайланд и Филипини.
Обитава морета и рифове. Среща се на дълбочина от 1 до 5 m, при температура на водата от 26,1 до 28,6 °C и соленост 32,8 – 35,2 ‰.

## Описание
На дължина достигат до 4,5 cm.